# シャルル＝ジョゼフ・ナトワール
シャルル＝ジョゼフ・ナトワール（Charles-Joseph Natoire、1700年3月3日 - 1777年8月23日）はロココ期のフランスの画家である。

## 略歴
ニームに生まれた。妹にジャンヌ・ナトワールがいて、シャルル＝ジョゼフ・ナトワールと行動を共にし、パステル画家として知られるようになる。
フランソワ・ルモワーヌに学び、1721年にローマ賞を受賞し、1723年からローマ賞の特典の奨学金を得て、在ローマ・フランス・アカデミーに留学した。1729年にパリに戻り、ロココを代表する画家となるフランソワ・ブーシェ（1703-1770）と親しくなり、また競い合った。1734年にベルサイユ宮殿の王妃の寝室の装飾画の依頼を受け"Venus Demanding Arms from Vulcan for Aeneas"を描いた。1751年から1775年の間、在ローマ・フランス・アカデミーの校長を務めた。
主に装飾画家として知られ、宗教的な題材や古代神話の題材や肖像画を描いた。

## 作品

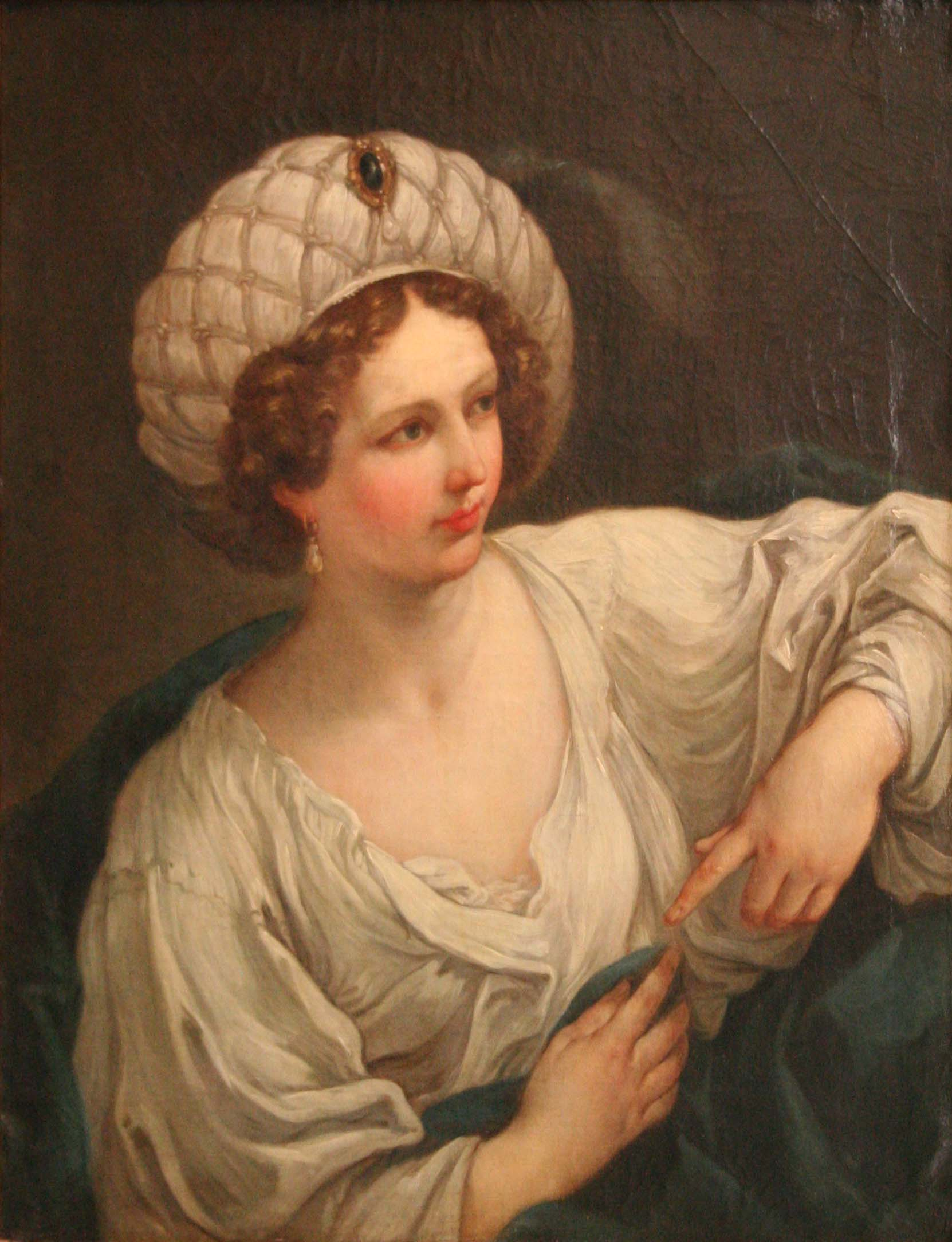
「シビラ」
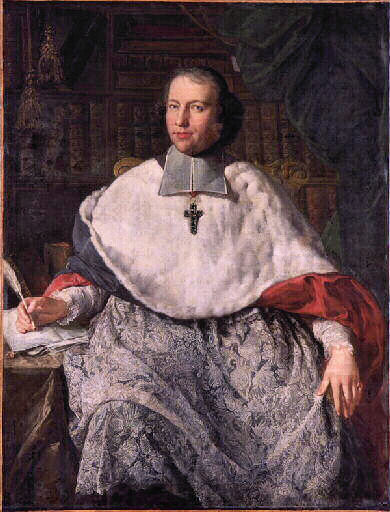
Jean-Joseph Languet de Gergy(神学者)
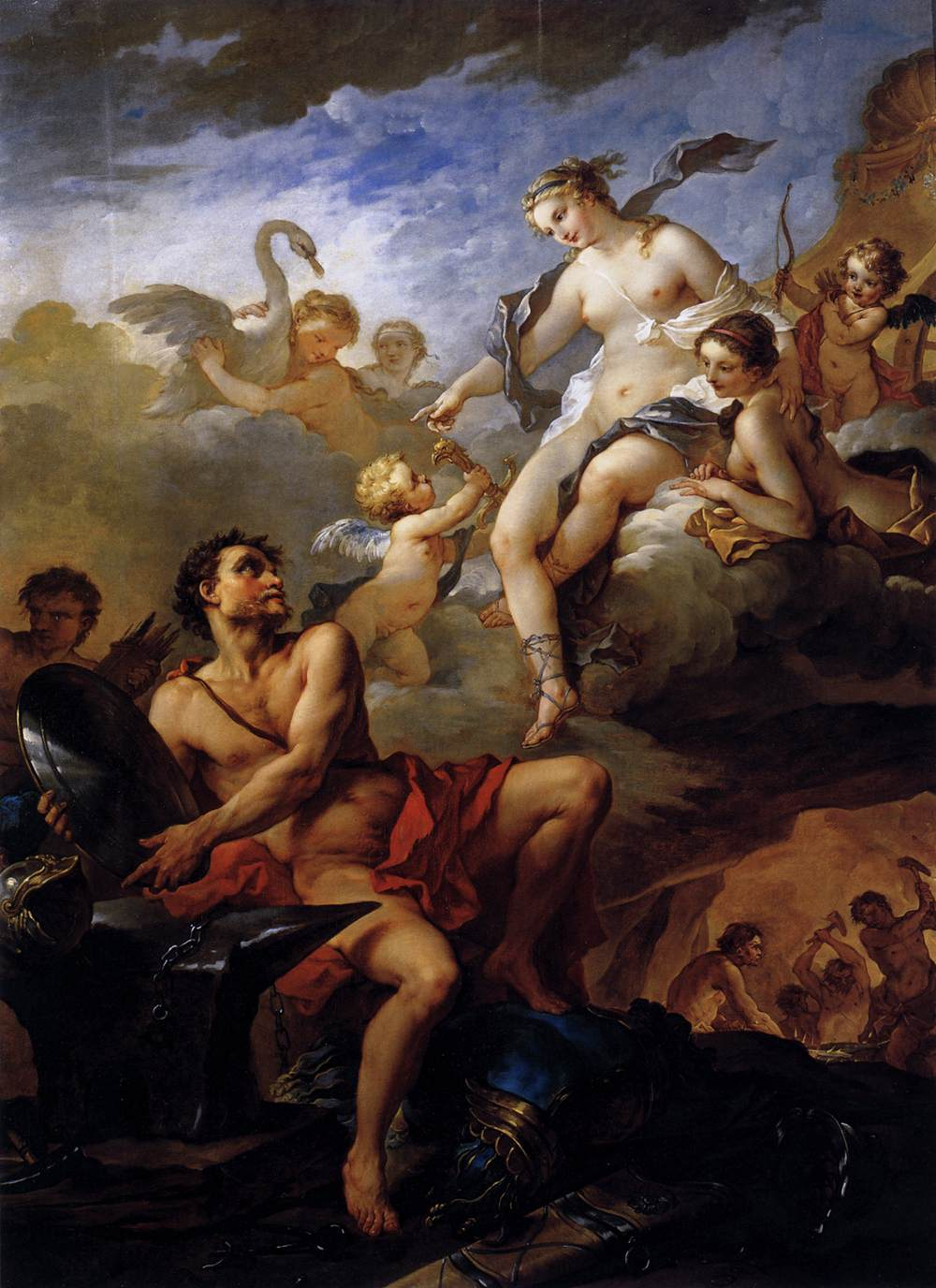
Venus Demanding Arms from Vulcan for Aeneas.
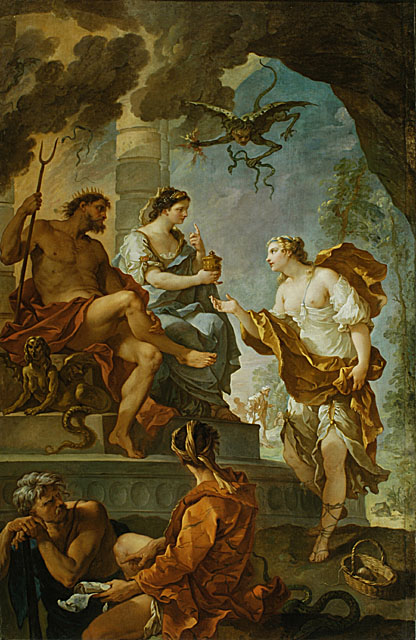
「プシケとプロセルピナ」
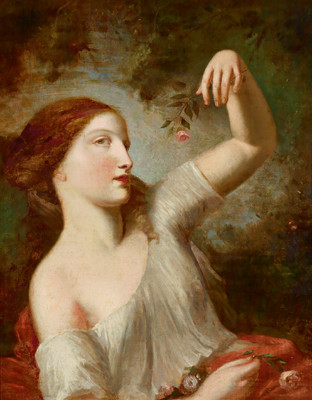
「バラを持つ女」
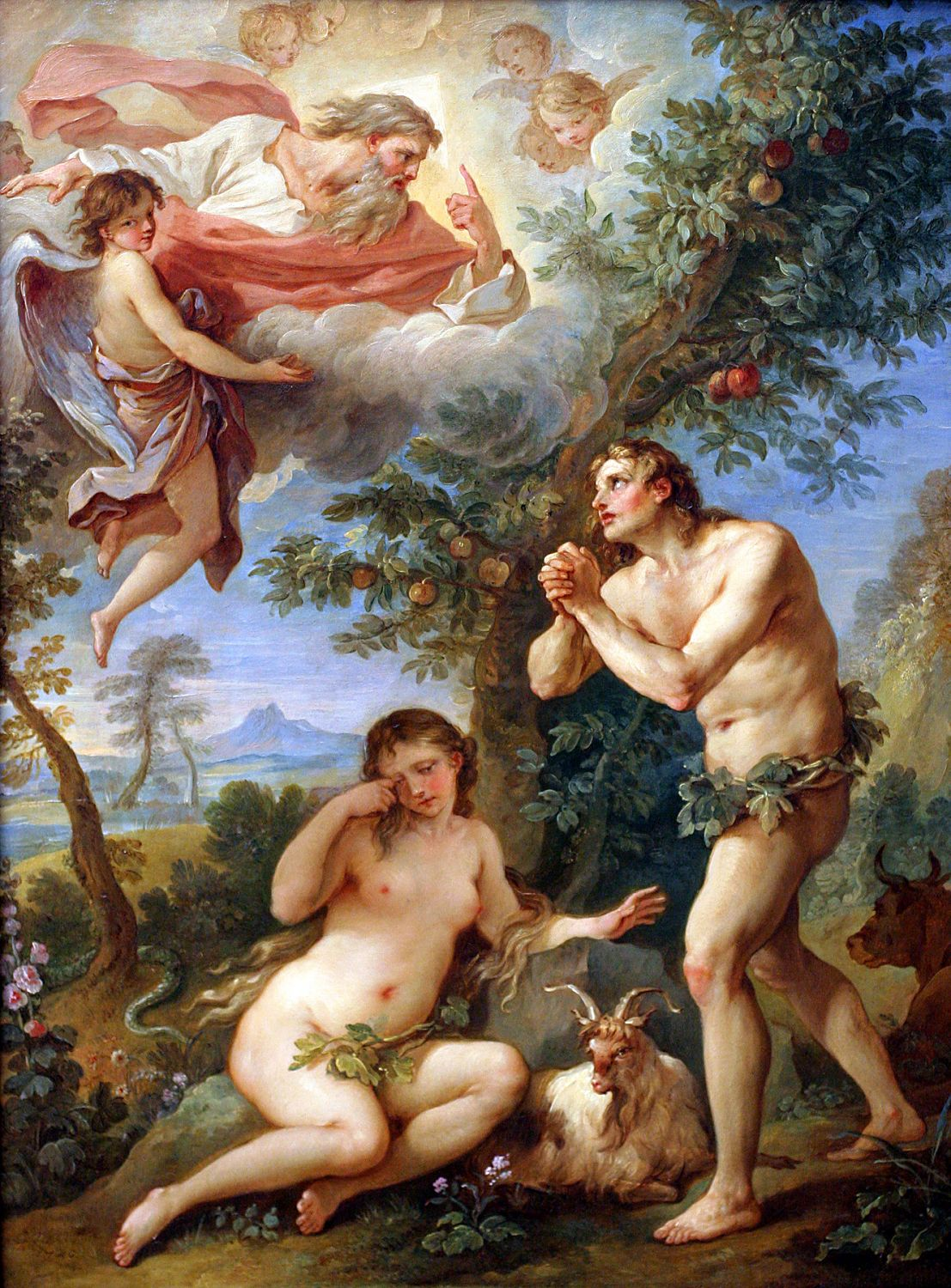
「楽園からの追放」